# 778

## Догађаји
- Википедија:Непознат датум — Владавина династије Абасида у Багдаду.

- Византијско-арапски ратови: Цар Лав IV одбија инвазију Абасида у Анадолију. Византијска експедициона снага под Михаелом Лаханодраконом, војним гувернером (стратегом) Тракејске теме, побеђује муслиманско-Арапе у граду-тврђави Германикеја у Киликији (савремена Турска). Он пљачка регион и узима многе заробљенике, углавном Јаковите, који су пресељени у Тракију.
- Франачка војска (подржана од Бургунда, Бавараца, Бретонаца, Лангобарда и Визигота) под краљем Карлом Великим врши инвазију на Ал-Андалуз (савремена Шпанија) и осваја градове Памплону и Барселону. Међутим, Франци су заустављени у Сарагоси.
- 15. август – Битка код пролаза Роневаук (Пиренеји): Карло Велики је поражен од Баскијаца. Међу убијенима је и Роланд, гувернер Бретонског марша, који ће бити овековечен у епу из 11. века Песма о Роланду. Ово означава почетак средњовековне француске књижевности.
- Саксонски ратови: Видукинд и његови блиски следбеници враћају се у Саксонију из Данске. Вероватно склапа савезе са Данцима и северозападним словенским племенима. Саксонски побуњеници уништавају тврђаву Карлсбург и пљачкају Деутз (код Келна), али не могу да пређу Рајну. Гарнизон Кобленца их враћа назад, али онда упадају у заседу и побеђују франачке гониче. Противнападне франачке снаге гоне Саксонце уз долину Лана и побеђују их код Леисе.
- Немири у Нортамбрији доводе до тога да краљ Етелред нареди да се погубе три његова војвода. Ово знатно слаби његову позицију.
- Саксонски нападачи уништавају многе цркве дубоко на франачкој територији. Монаси бенедиктинци из опатије Фулда (данашњи Хесен) журно преносе мошти Светог Бонифатија преко планине Рхон на сигурно.
- У Јапану, Кииомизу-дера будистички храм је основан у Кјоту. Његова главна хала (Хондо) изграђена је 1633. без иједног ексера.

## Рођења
- Википедија:Непознат датум — Луј I Побожни, франачки краљ и цар Светог римског царства (†840.)